# ماكسنس حايك
ماكسنس حايك (بالفرنسية: Maxence Hayek)‏ هو ممثل ومغني فرنسي ولد في 9 ديسمبر 1995 . أمضى جزءًا من طفولته في لبنان ، حيث ولد والده.

## روابط خارجية
- ماكسنس حايك على موقع ألو سيني (الفرنسية)